# Rheopteris
Rheopteris, monotipski biljni rod iz porodice bujadovki (Pteridaceae). Jedina vrsta je R. cheesmaniae sa Nove Gvineje koja se smatrala izumrlom, ali je  nedavno ponovno otkrivena
Rod je smješten u potporodicu Vittarioideae.